# Paulhac (Haute-Loire)
Pour les articles homonymes, voir Paulhac.
Paulhac (prononcé [po.jak] = Pauillac), est une commune française située dans le département de la Haute-Loire en région Auvergne-Rhône-Alpes.

## Géographie
Paulhac est un village de 607 habitants (d'après le recensement de 2022), situé en surplomb de la plaine du Brivadois et à environ 9 km du parc naturel régional Livradois-Forez.

### Localisation
La commune de Paulhac se trouve à 476 mètres d'altitude dans le département de la Haute-Loire, en région Auvergne-Rhône-Alpes.
Elle se situe à 40 km par la route du Puy-en-Velay, préfecture du département, et à 3 km de Brioude, sous-préfecture
Les communes les plus proches sont : 
Beaumont (1,5 km), Saint-Laurent-Chabreuges (2,5 km), Brioude (2,9 km), Cohade (4,5 km), Bournoncle-Saint-Pierre (5,3 km), Vieille-Brioude (5,8 km), Lamothe (6,1 km), Saint-Géron (6,1 km).
|                | Beaumont                 |         |
| Saint-Beauzire | Paulhac                  | Brioude |
|                | Saint-Laurent-Chabreuges |         |

### Climat
Pour des articles plus généraux, voir Climat d'Auvergne-Rhône-Alpes et Climat de la Haute-Loire.
En 2010, le climat de la commune est de type climat océanique dégradé des plaines du Centre et du Nord, selon une étude du Centre national de la recherche scientifique s'appuyant sur une série de données couvrant la période 1971-2000. En 2020, Météo-France publie une typologie des climats de la France métropolitaine dans laquelle la commune est exposée à un climat de montagne ou de marges de montagne et est dans la région climatique Nord-est du Massif central, caractérisée par une pluviométrie annuelle de 800 à 1 200 mm, bien répartie dans l’année.
Pour la période 1971-2000, la température annuelle moyenne est de 10,9 °C, avec une amplitude thermique annuelle de 16,4 °C. Le cumul annuel moyen de précipitations est de 632 mm, avec 7,6 jours de précipitations en janvier et 6,1 jours en juillet. Pour la période 1991-2020, la température moyenne annuelle observée sur la station météorologique de Météo-France la plus proche, « Fontannes », sur la commune de Fontannes à six km à vol d'oiseau, est de 11,4 °C et le cumul annuel moyen de précipitations est de 611,9 mm,. Pour l'avenir, les paramètres climatiques de la commune estimés pour 2050 selon différents scénarios d'émission de gaz à effet de serre sont consultables sur un site dédié publié par Météo-France en novembre 2022.

## Urbanisme

### Typologie
Au 1er janvier 2024, Paulhac est catégorisée petite ville, selon la nouvelle grille communale de densité à sept niveaux définie par l'Insee en 2022.
Elle appartient à l'unité urbaine de Brioude, une agglomération intra-départementale regroupant trois  communes, dont elle est une commune de la banlieue,,. Par ailleurs la commune fait partie de l'aire d'attraction de Brioude, dont elle est une commune du pôle principal,. Cette aire, qui regroupe 39 communes, est catégorisée dans les aires de moins de 50 000 habitants,.

### Occupation des sols
L'occupation des sols de la commune, telle qu'elle ressort de la base de données européenne d’occupation biophysique des sols Corine Land Cover (CLC), est marquée par l'importance des territoires agricoles (70,7 % en 2018), une proportion sensiblement équivalente à celle de 1990 (71,2 %). La répartition détaillée en 2018 est la suivante : 
terres arables (41,9 %), prairies (28,8 %), forêts (21 %), zones urbanisées (8,3 %). L'évolution de l’occupation des sols de la commune et de ses infrastructures peut être observée sur les différentes représentations cartographiques du territoire : la carte de Cassini (XVIIIe siècle), la carte d'état-major (1820-1866) et les cartes ou photos aériennes de l'IGN pour la période actuelle (1950 à aujourd'hui).

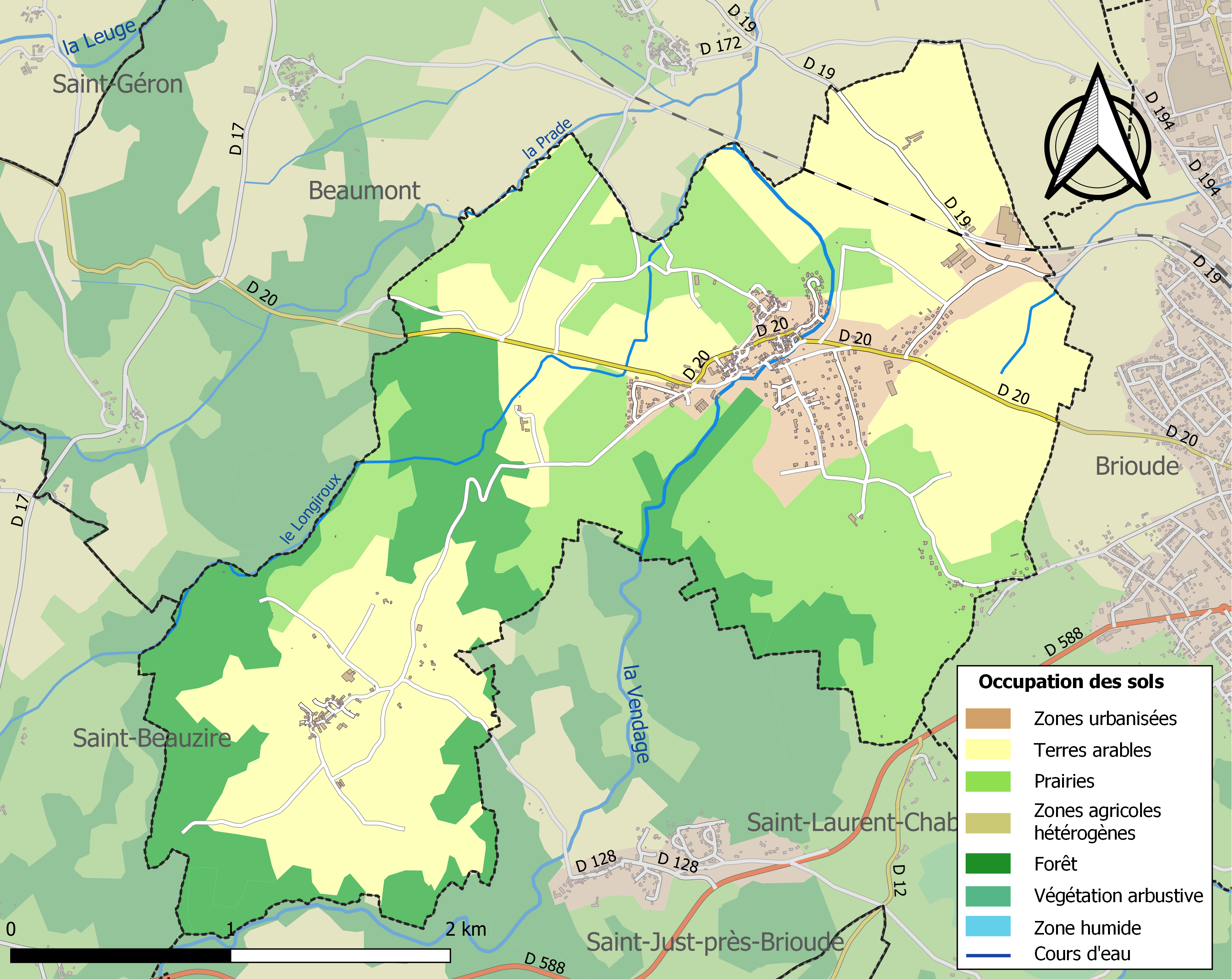
Carte des infrastructures et de l'occupation des sols de la commune en 2018 (CLC).

### Habitat et logement
En 2018, le nombre total de logements dans la commune était de 322, alors qu'il était de 319 en 2013 et de 292 en 2008.
Parmi ces logements, 84,1 % étaient des résidences principales, 10 % des résidences secondaires et 5,9 % des logements vacants. Ces logements étaient pour 96,9 % d'entre eux des maisons individuelles et pour 2,8 % des appartements.
Le tableau ci-dessous présente la typologie des logements à Paulhac en 2018 en comparaison avec celle de la Haute-Loire et de la France entière. Une caractéristique marquante du parc de logements est ainsi une proportion de résidences secondaires et logements occasionnels (10 %) inférieure à celle du département (16,1 %) mais supérieure à celle de la France entière (9,7 %). Concernant le statut d'occupation de ces logements, 84 % des habitants de la commune sont propriétaires de leur logement (81,5 % en 2013), contre 70 % pour la Haute-Loire et 57,5 pour la France entière.
| Typologie                                               | Paulhac | Haute-Loire | France entière |
| ------------------------------------------------------- | ------- | ----------- | -------------- |
| Résidences principales (en %)                           | 84,1    | 71,5        | 82,1           |
| Résidences secondaires et logements occasionnels (en %) | 10      | 16,1        | 9,7            |
| Logements vacants (en %)                                | 5,9     | 12,4        | 8,2            |

## Histoire

### Époque contemporaine
Des années 1830 à 1870, la vie de la commune est agitée par une opposition entre deux clans, l’un conservateur et l’autre progressiste. Le clan conservateur se structurait autour des châtelains, de la famille Miramon, il était soutenu par le prêtre alors que le parti progressiste se rassemblait autour d'un gros propriétaire et ancien maire, Pellet. Aux élections municipales de 1832, il fallut quatre tours pour parvenir à désigner régulièrement un conseil. Pierre Serre et Jean Clavier succédèrent à Pellet dans la conduite du parti anti-légitimiste et furent nommés à la mairie trois fois avant 1848, puis élus en 1848. Le nouveau prêtre, Martin, rejoignit leur parti et l’ensemble se mit à promouvoir les idées socialistes.
Le préfet, ne pouvant démettre légalement le maire et son adjoint, les suspendit néanmoins en 1851 tandis que le curé était muté. La population refusa de suivre la messe et appela un pasteur protestant pour changer de religion. La situation se dénoua en décembre 1851 : le maire fut démis et un missionnaire envoyé pour ramener la population dans le giron de l’Église catholique. Quant à la mairie, elle revint aux Miramon. Mais en 1870, un tiers des électeurs vota "Non" au plébiscite du 8 mai 1870, et un autre tiers s’abstint. Un peu plus tard, Miramon dut démissionner et fut remplacé par un quarante-huitard.

## Politique et administration

### Découpage territorial
La commune de Paulhac est membre de la communauté de communes Brioude Sud Auvergne, un établissement public de coopération intercommunale (EPCI) à fiscalité propre créé le 11 décembre 2018 dont le siège est à Brioude. Ce dernier est par ailleurs membre d'autres groupements intercommunaux.
Sur le plan administratif, elle est rattachée à l'arrondissement de Brioude, au département de la Haute-Loire, en tant que circonscription administrative de l'État, et à la région Auvergne-Rhône-Alpes.
Sur le plan électoral, elle dépend du canton de Brioude pour l'élection des conseillers départementaux, depuis le redécoupage cantonal de 2014 entré en vigueur en 2015, et de la deuxième circonscription de la Haute-Loire  pour les élections législatives, depuis le redécoupage électoral de 1986.

### Liste des maires
| Période                                  | Période       | Identité            | Étiquette | Qualité                         |
| ---------------------------------------- | ------------- | ------------------- | --------- | ------------------------------- |
| Les données manquantes sont à compléter. |               |                     |           |                                 |
|                                          |               |                     |           |                                 |
| 1848                                     | décembre 1851 | Pierre Serre        |           | suspendu en juillet 1851, démis |
| 1851                                     | 1870          | Napoléon de Miramon |           |                                 |
| 1870                                     |               |                     |           |                                 |
| 1953                                     | 1969          | Marcelin Virat      |           |                                 |
| avant 1988                               | mars 2008     | Lucien Ayel         | DVD       |                                 |
| mars 2008                                | 2020          | Annie Bard          | DVG       |                                 |
| 2020                                     | En cours      | Laurent Philippon   |           |                                 |

## Population et société

### Démographie

#### Évolution démographique
L'évolution du nombre d'habitants est connue à travers les recensements de la population effectués dans la commune depuis 1793. Pour les communes de moins de 10 000 habitants, une enquête de recensement portant sur toute la population est réalisée tous les cinq ans, les populations de référence des années intermédiaires étant quant à elles estimées par interpolation ou extrapolation. Pour la commune, le premier recensement exhaustif entrant dans le cadre du nouveau dispositif a été réalisé en 2007.

En 2022, la commune comptait 607 habitants, en évolution de −5,45 % par rapport à 2016 (Haute-Loire : +0,36 %, France hors Mayotte : +2,11 %).
| 1793 | 1800 | 1806 | 1821 | 1831 | 1836 | 1841 | 1846 | 1851 |
| ---- | ---- | ---- | ---- | ---- | ---- | ---- | ---- | ---- |
| 455  | 493  | 540  | 538  | 545  | 507  | 493  | 516  | 525  |

| 1856 | 1861 | 1866 | 1872 | 1876 | 1881 | 1886 | 1891 | 1896 |
| ---- | ---- | ---- | ---- | ---- | ---- | ---- | ---- | ---- |
| 501  | 492  | 484  | 474  | 491  | 489  | 464  | 446  | 438  |

| 1901 | 1906 | 1911 | 1921 | 1926 | 1931 | 1936 | 1946 | 1954 |
| ---- | ---- | ---- | ---- | ---- | ---- | ---- | ---- | ---- |
| 442  | 439  | 429  | 401  | 399  | 391  | 383  | 294  | 299  |

| 1962 | 1968 | 1975 | 1982 | 1990 | 1999 | 2006 | 2007 | 2012 |
| ---- | ---- | ---- | ---- | ---- | ---- | ---- | ---- | ---- |
| 337  | 375  | 350  | 425  | 561  | 618  | 654  | 659  | 658  |

| 2017 | 2022 | - | - | - | - | - | - | - |
| ---- | ---- | - | - | - | - | - | - | - |
| 636  | 607  | - | - | - | - | - | - | - |

#### Pyramide des âges
La population de la commune est relativement âgée.
En 2018, le taux de personnes d'un âge inférieur à 30 ans s'élève à 27,2 %, soit en dessous de la moyenne départementale (31 %). À l'inverse, le taux de personnes d'âge supérieur à 60 ans est de 32,9 % la même année, alors qu'il est de 31,1 % au niveau départemental.
En 2018, la commune comptait 315 hommes pour 322 femmes, soit un taux de 50,55 % de femmes, légèrement inférieur au taux départemental (50,87 %).
Les pyramides des âges de la commune et du département s'établissent comme suit.
| Hommes | Classe d’âge | Femmes |
| ------ | ------------ | ------ |
| 1,3    | 90 ou +      | 0,6    |
| 6,7    | 75-89 ans    | 8,2    |
| 25,0   | 60-74 ans    | 23,9   |
| 21,6   | 45-59 ans    | 27,2   |
| 15,5   | 30-44 ans    | 15,5   |
| 13,9   | 15-29 ans    | 9,9    |
| 16,0   | 0-14 ans     | 14,7   |

| Hommes | Classe d’âge | Femmes |
| ------ | ------------ | ------ |
| 0,9    | 90 ou +      | 2,5    |
| 8,4    | 75-89 ans    | 11,7   |
| 20,4   | 60-74 ans    | 20,5   |
| 21,3   | 45-59 ans    | 20,3   |
| 16,8   | 30-44 ans    | 16,3   |
| 15,2   | 15-29 ans    | 13,2   |
| 17     | 0-14 ans     | 15,6   |

## Économie

### Revenus
En 2018, la commune compte 271 ménages fiscaux, regroupant 645 personnes. La médiane du revenu disponible par unité de consommation est de 21 720 € (20 800 € dans le département).

### Emploi
| Division       | 2008  | 2013  | 2018  |
| -------------- | ----- | ----- | ----- |
| Commune        | 6,5 % | 3,4 % | 7,7 % |
| Département    | 6,3 % | 7,7 % | 7,7 % |
| France entière | 8,3 % | 10 %  | 10 %  |

En 2018, la population âgée de 15 à 64 ans s'élève à 392 personnes, parmi lesquelles on compte 76,5 % d'actifs (68,9 % ayant un emploi et 7,7 % de chômeurs) et 23,5 % d'inactifs,. Depuis 2008, le taux de chômage communal (au sens du recensement) des 15-64 ans est supérieur à celui du département, mais inférieur à celui de la France.
La commune fait partie du pôle principal de l'aire d'attraction de Brioude,. Elle compte 132 emplois en 2018, contre 149 en 2013 et 147 en 2008. Le nombre d'actifs ayant un emploi résidant dans la commune est de 274, soit un indicateur de concentration d'emploi de 48 % et un taux d'activité parmi les 15 ans ou plus de 56,4 %.
Sur ces 274 actifs de 15 ans ou plus ayant un emploi, 47 travaillent dans la commune, soit 17 % des habitants. Pour se rendre au travail, 89,8 % des habitants utilisent un véhicule personnel ou de fonction à quatre roues, 1,1 % les transports en commun, 5,5 % s'y rendent en deux-roues, à vélo ou à pied et 3,7 % n'ont pas besoin de transport (travail au domicile).

## Culture locale et patrimoine

### Lieux et monuments

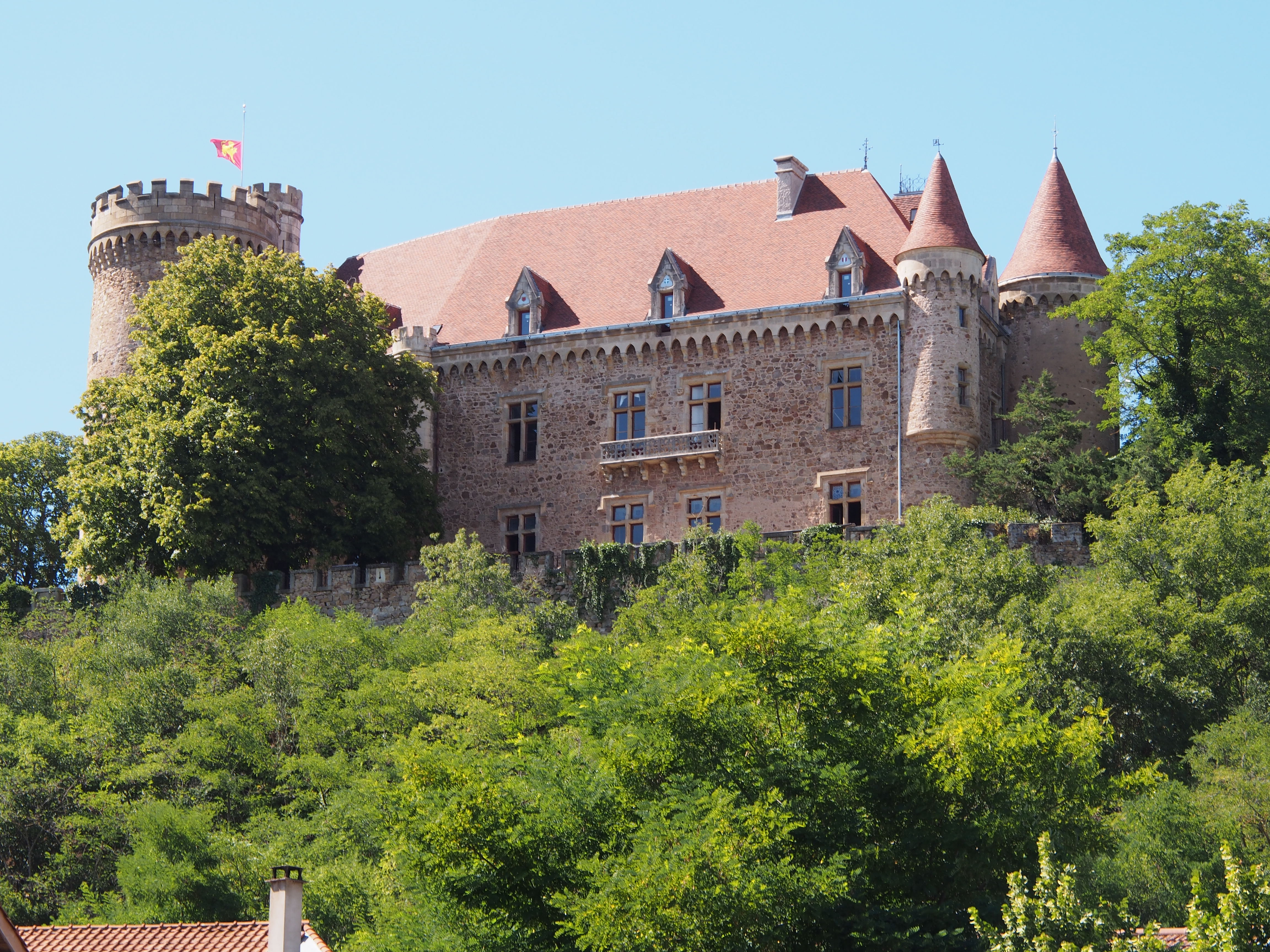
Château de Paulhac en 2016.

- Château de Paulhac. Un château du Moyen Âge a poussé en haut de la colline qui domine Paulhac.

Inscrit aux monuments historiques depuis le 11 octobre 2004. Un des plus beaux d'Auvergne, on en parle dès le Xe siècle. Donjon circulaire du XIIe ou XIIIe siècle, construction au XVe d'un château avec deux ailes perpendiculaires. Aménagements et décors des XVIIe – XVIIIe siècles. À la fin du XIXe, l'édifice est rendu plus confortable par la famille de Cassagnes de Miramon tout en accentuant son caractère médiéval par un style néo gothique.
Le château est toujours habité mais en partie accessible aux visiteurs.
Le château fut ravagé par un incendie le 30 juillet 2013. La toiture a été refaite en 2016, la restauration complète est en cours et il sera à nouveau ouvert au public.
- Église Saint-Jean-Baptiste, inscrite au titre des monuments historiques par arrêté du 1er décembre 1980[27].

### Personnalités liées à la commune
- Romain Bardet, coureur cycliste français né à Brioude.